# 李若冰
李若冰（1926年—2005年3月），原名杜德明，笔名沙驼铃，男，陕西泾阳人，中国作家，曾任中共陕西省委宣传部副部长，陕西省作家协会党组书记，陕西省文学艺术界联合会主席。